# Firefox AK
Firefox AK ist der Künstlername der schwedischen Musikerin Andrea Kellerman (* 25. Oktober 1979 als Andrea Sparding). Sie wuchs im schwedischen Nyköping auf und ist mit dem unter dem Künstlernamen Tiger Lou musizierenden Karl Rasmus Kellerman verheiratet.
Da unter ihrem gewünschten Künstlernamen Firefox bereits ein Webbrowser firmiert, beschloss sie an den Namen ihre Initialen AK anzuhängen.

## Diskografie

### Alben
- Madame, Madame! (2006)
- If I Were a Melody (2008)
- Color the Trees (2011)

### Singles / EPs
- What's That Sound EP (2005)
- Who Can Act (2005)
- Madame, Madame! (2006)
- Love to Run EP (2006)
- The Draft in Zusammenarbeit mit Tiger Lou (2006)
- Winter Rose in Zusammenarbeit mit Tiger Lou (2008)
- Boom Boom Boom (2011)
- A New Shape EP (2016)
- Beginnings EP (2017)